# 乌拉蒂尔索
乌拉蒂尔索（義大利語：Ula Tirso），是意大利奥里斯塔诺省的一个市镇。总面积18.76平方公里，人口592人，人口密度31.6人/平方公里（2009年）。ISTAT代码为095068。